# ژاک لو لاواسور
ژاک لو لاواسور (انگلیسی: Jacques Le Lavasseur) قایقران اهل فرانسه بود.از افتخارات وی میتوان به کسب ۲ مدال طلا در بازی‌های المپیک تابستانی ۱۹۰۰ اشاره کرد.